# Elachista irrorata
Elachista irrorata là một loài bướm đêm thuộc họ Elachistidae. Nó phân bố ở Illinois, Indiana, Maine, New Jersey, New York, Ohio, Ontario, Pennsylvania, Tennessee, Virginia và Tây Virginia. Sải cánh của nó dài 8,2-11mm.